# Gane Todorovski
Gane Todorovski (11. květen 1929, Skopje - 22. květen 2010, Skopje) byl severomakedonský básník, literární historik a překladatel.
Roku 1951 vystudoval jugoslávské literatury na Filozofické fakultě Univerzity ve Skopje. Zde také posléze po většinu života učil (1954-1992). Byl po dvě volební období prezidentem Svazu spisovatelů Makedonie. Též byl členem makedonského PEN klubu. V letech 1990-1991 vedl politickou stranu Hnutí za všemakedonskou akci. V letech 1994-1998 byl velvyslancem nově samostatné Makedonie v Rusku.
Jeho verše byly zpočátku věnovány hlavně oslavě jugoslávských partyzánů, později psal intimní lyriku (Spokoen čekor - Klidný krok, Božilak – Duha). V závěru života velmi hořce reflektoval rozpad Jugoslávie a balkánské války. "Náš život se změnil v nechutnost," napsal například v jedné z pozdních básní.
Překládal z mnoha jazyků, mj. i z češtiny, například Nezvala.